# Schloss Brandstatt

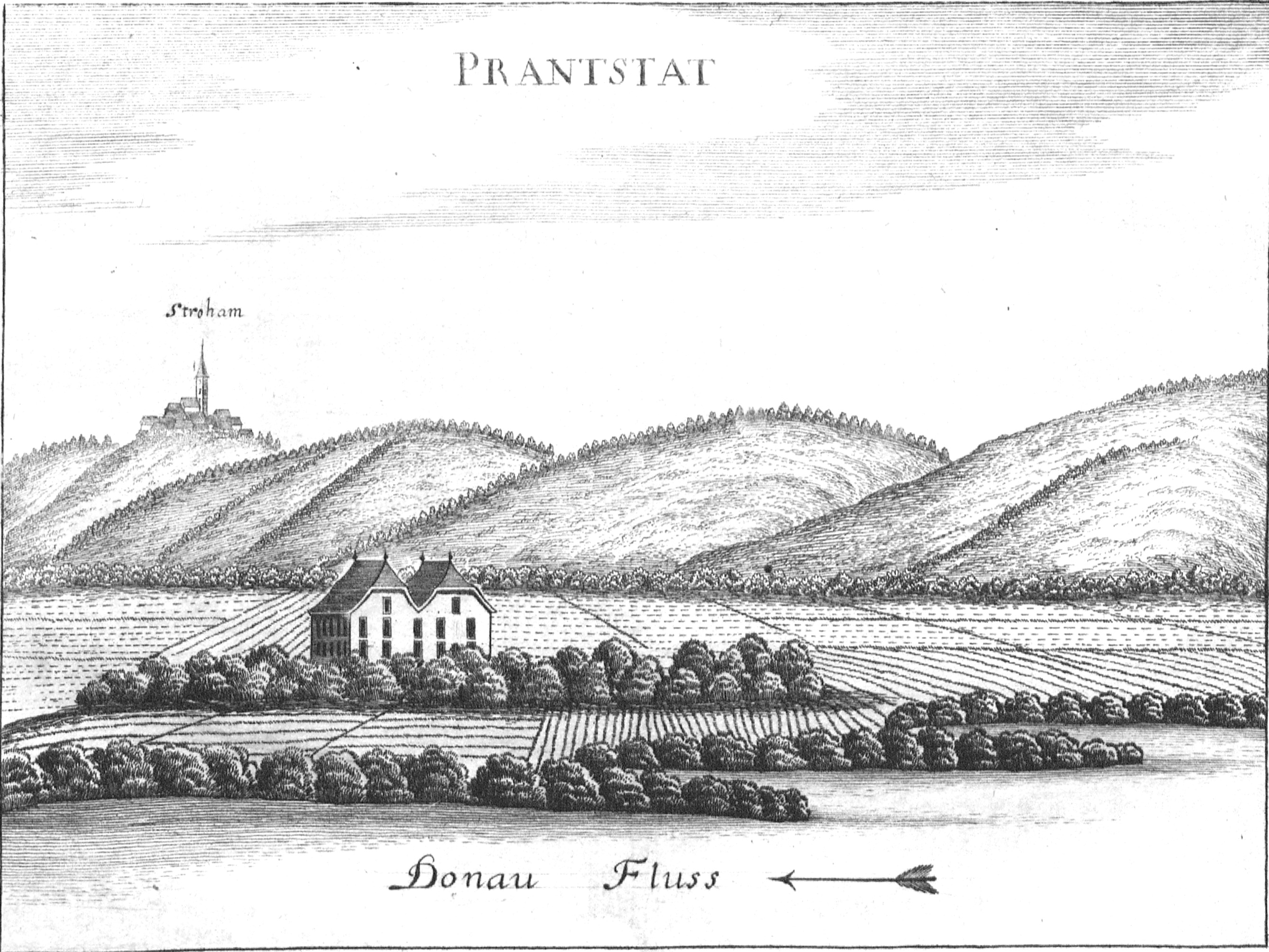
Schloss Brandstatt nach einem Stich von Georg Matthäus Vischer von 1674

Das Schloss Brandstatt ist ein ehemaliger Adelssitz in der oberösterreichischen Gemeinde Pupping (Brandstatt 1) im Bezirk Eferding. Das ins 14. Jahrhundert zurückgehende Gebäude ist heute als Beherbungsbetrieb in Verwendung.

## Geschichte
Brandstatt ist 1371 als Untertanengut im Schaunberger Urbar verzeichnet. Im 16. Jahrhundert war es adeliger Besitz der Göschl von Gallham. Damals wurde es mit Gstöttenau vereinigt. Über die Sprinzensteiner ging es 1605 an Peter Christian Praunfalk über. In der Folge gelangte es in den Besitz des Grafen Konrad Balthasar von Starhemberg.

## Brandstatt heute

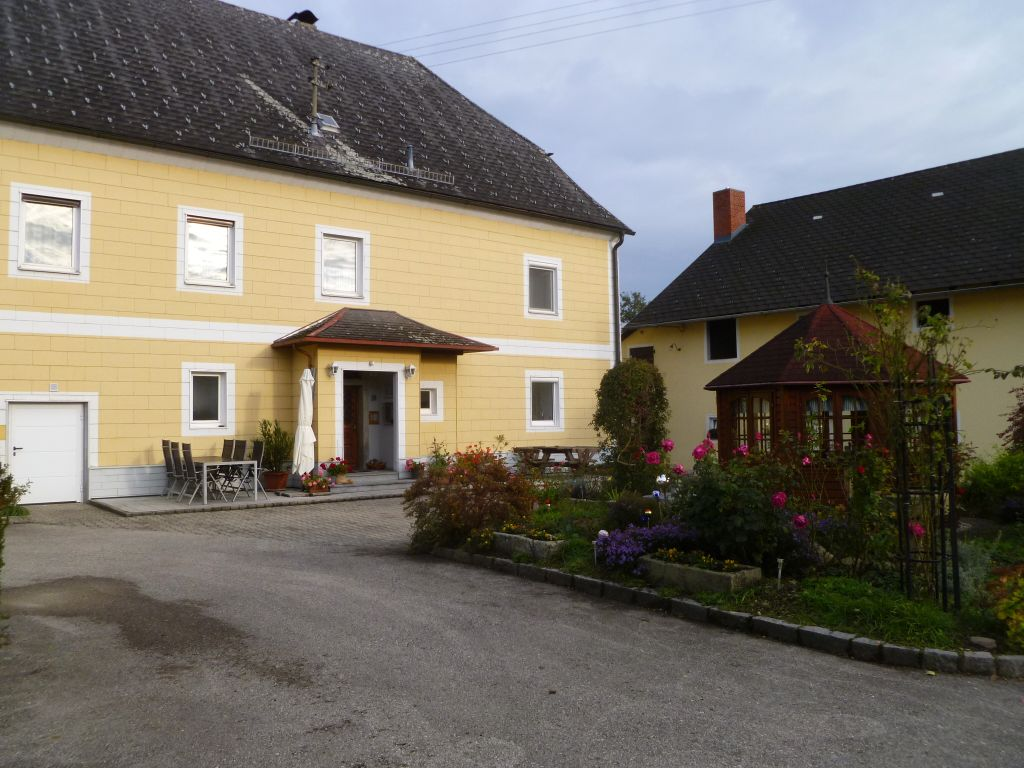
Schloss Brandstatt heute

Auf dem Stich von Georg Matthäus Vischer von 1674 besaß das allein am Donauufer liegende Schloss ein doppelt eingewalmtes Dach. Dieses ist heute durch eine das ganze Gebäude bedeckende Dachkonstruktion abgelöst worden. Auch ist dem ehemals dreigeschoßigen Bau ein Stockwerk abhandengekommen. Heute ist das Haus im Besitz der Familie Webinger, die hier eine Pension betreibt. 